# Grid (jeu vidéo, 2019)
Pour les articles homonymes, voir Grid.
Grid est un jeu vidéo de course réalisé par Codemasters pour Windows, PlayStation 4, Xbox One. C'est le dixième jeu de la série TOCA et le cinquième de la sous-série GRID.
Le jeu sort initialement le 11 octobre 2019. Le jeu sort également le 19 novembre 2019 sur Google Stadia. 

## Circuits
Zone Amérique du Nord :
- Crescent Valley (U)
- Indianapolis
- La Havane (U)
- San Francisco (U)

Zone Asie :
- Okutama (U)
- Sepang
- Shanghai (U)
- Suzuka
- Sydney Motorsport Park
- Zhejiang International Circuit

Zone Europe :
- Barcelone (U)
- Brands Hatch
- Paris (U)
- Red Bull Ring
- Silverstone

U : Circuit urbain fictif

## Véhicules
Europe 
| - Alfa Romeo 155 TS - Alpine A110 1800 Group 4 - Aston Martin Vantage GT4 - Aston Martin Vantage GTE - Aston Martin Vulcan AMR Pro - Audi R8 1:1 - Audi RS3 LMS - Audi S1 quattro Concept - BMW M1 Turbo Group 5 (E26) - BMW M3 Touring Car (E30) - Brabham BT62R - Bugatti Veyron 16.4 Super Sport - Ferrari 330 P4 | - Ferrari 365 GTB4 - Ferrari 488 GTE - Ferrari 512 BB LM - Ferrari 599XX Evo - Ferrari F430 Challenge - Ferrari FXX - Ferrari FXX-K Evo - Jedi F1000 Spec - Koenigsegg Agera RS - Koenigsegg Jesko - Lancia Delta HF - Lancia Stratos - McLaren M8D | - Mini Hatch JCW - Mini Miglia - Pagani Zonda Revolución - Porsche 911 Carrera RSR 3.0 - Porsche 911 GT3 R (997) - Porsche 911 RSR - Porsche 917/30 - Porsche 935/78 Group 5 "Moby Dick" - Renault Clio S1600 - Renault R26 - Volkswagen Golf GTI TCR - Volvo 850 Estate |  |

Asie/Océanie
| - 5zigen Civic - Datsun 240Z - Holden Commodore ZB - Honda CR-X (1990) - Honda NSX GT (2017) - Honda S2000 - Mazda RX-7 GT-Spec - Mitsubishi Lancer Evolution VI - Mitsubishi Lancer Evolution IX - Nissan 300ZX - Nissan 350Z | - Nissan GT-R Super GT - Nissan Silvia V - Nissan Silvia VII - Nissan Skyline KPC10 - Nissan Skyline R32 - Subaru BRZ - Subaru Impreza (2006) - Subaru WRX STI TCR - Toyota Tundra NASCAR |  |

Amérique du Nord
| - Acura ARX-05 DPi - Chevrolet Camaro II - Chevrolet Camaro V SSX - Chevrolet Camaro VI, dont GT4.R - Chevrolet Corvette C7.R - Chevrolet SS NASCAR - Cadillac DPi-V.R - Dodge Challenger (2012) - Dodge Viper GTS-R (2014) - Ford Capri III - Ford Falcon FG - Ford Focus III | - Ford GTLM GTE - Ford GT40 - Ford Mustang I - Ford Mustang VI GT4 - Ford Sierra I - Plymouth Barracuda AAR - Pontiac Firebird Trans Am - Jupiter Eagleray (F) |  |

F : Véhicule fictif
Les variantes peuvent concerner des modèles déclinés en versions GT, Drift, DTM, Modified ou UTE.

## Accueil
| GRID       |      |                                     |
| Média      | Pays | Notes                               |
| Metacritic | US   | PC: 74/100 PS4: 73/100 XONE: 79/100 |

### Awards
| Year | Award               | Category                | Result     | Ref   |
| ---- | ------------------- | ----------------------- | ---------- | ----- |
| 2019 | Game Critics Awards | Best Racing Game        | Nomination | [ 4 ] |
| 2019 | Gamescom            | Best Racing Game        | Lauréat    | [ 5 ] |
| 2019 | Titanium Awards     | Best Sports/Racing Game | Nomination | [ 6 ] |